# Hermanites kewi
Hermanites kewi är en kräftdjursart som först beskrevs av LeRoy 1943.  Hermanites kewi ingår i släktet Hermanites och familjen Hemicytheridae. Inga underarter finns listade i Catalogue of Life.